# Timbres de Tunisie 2006
 (février 2025).
Motif : Absence de sources secondaires centrées
- Archive Wikiwix
- Bing
- Cairn
- DuckDuckGo
- E. Universalis
- Gallica
- Google
- G. Books
- G. News
- G. Scholar
- Persée
- Qwant
- (zh) Baidu
- (ru) Yandex
- (wd) trouver des œuvres sur Wikidata

| 1. | Préciser le motif de la pose du bandeau. | Précisez le motif de la pose du bandeau en utilisant la syntaxe suivante : {{admissibilité à vérifier\|date=mars 2025\|motif=remplacez ce texte par le motif}}                               |
| 2. | Informer les utilisateurs concernés.     | Pensez à avertir le créateur de l'article, par exemple, en insérant le code ci-dessous sur sa page de discussion : {{subst:avertissement admissibilité à vérifier\|Timbres de Tunisie 2006}} |

Cet article recense les timbres de Tunisie émis en 2006 par la Poste tunisienne.
Vingt-trois timbres et un bloc-feuillet sont émis à treize occasions qui se sont échelonnées entre le 15 mars et le 10 décembre.

## Légende
Ils portent les mentions suivantes : 
- République tunisienne (الجمهورية التونسية) en français et en arabe ;
- le prénom et le nom du dessinateur en bas à gauche (en français) ;
- Imp. Poste Tunis (en français), signifiant que le timbre est imprimé à l'Imprimerie de la Poste tunisienne, suivi de l'année en bas à droite.

## Valeurs
Leur valeur faciale apparaît en millimes (1 000 millimes équivalent à un dinar tunisien) et exceptionnellement en dinar. 
- onze timbres ont une valeur faciale de 250 millimes qui correspond au tarif intérieur de la lettre de moins de vingt grammes au « régime ordinaire » ;
- quatre timbres de 390 millimes qui correspond au tarif international pour les pays de l'Union du Maghreb arabe de la lettre de moins de vingt grammes et au tarif intérieur de la lettre de moins de vingt grammes au « régime prioritaire » ;
- trois timbres de 600 millimes qui correspond au tarif international de la carte postale et de la lettre de moins de vingt grammes pour l'Europe et le monde arabe hors pays de l'Union du Maghreb arabe (Algérie, Libye, Maroc et Mauritanie) ;
- deux timbres de 700 millimes qui correspond au tarif intérieur de la lettre de plus de vingt grammes et de moins de 250 grammes ;
- un timbre de 1 350 millimes (1,350 dinar) ;
- deux timbres de 2 350 millimes (2,350 dinars).

## Émissions

### Mars

#### VIecentenaire de la mort d'Ibn Khaldoun

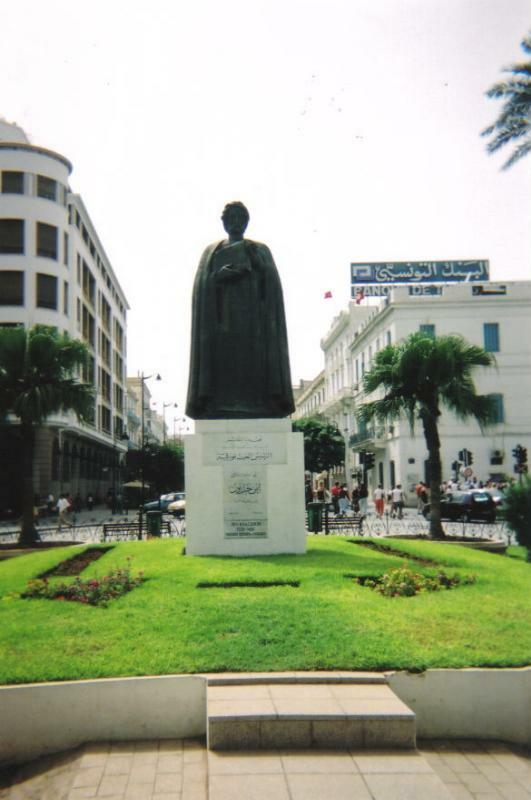
Statue d'Ibn Khaldoun (avenue Habib-Bourguiba de Tunis).

Un timbre commémoratif est émis le 15 mars à l'occasion des 600 ans de la disparition du penseur et historien arabe Ibn Khaldoun né à Tunis en 1332 et mort en Égypte en 1406. La Tunisie a été particulièrement désignée par l'Unesco pour organiser des évènements de commémoration à travers des colloques scientifiques, des expositions itinérantes, un circuit touristique culturel dans la médina de Tunis où il a passé sa jeunesse et ses années d'études, etc.
Le timbre, d'un format de 28 x 41 mm, est dessiné par Hichem Ben Hammed. Il représente Ibn Khaldoun portant un livre à la main. À l'arrière-plan figure la carte de la Tunisie qui l'a vu naître et grandir.
D'une valeur faciale de 390 millimes, le timbre est émis à un million d'exemplaires.

#### 50eanniversairede l'indépendance (1956-2006)
Une série de sept timbres commémoratifs ainsi qu'un bloc-feuillet les rassemblant sont émis le 18 mars à l'occasion du cinquantenaire de l'indépendance de la Tunisie obtenue le 20 mars 1956.
Les timbres présentent sous une forme allégorique et stylisée des réalisations importantes depuis l'indépendance, du Code du statut personnel permettant l'émancipation précoce de la femme à l'échelle du monde arabo-musulman, jusqu'au projet de construction du pont suspendu entre Radès et La Goulette dans la banlieue de Tunis.
Quatre timbres ont une valeur faciale de 250 millimes et trois de 390 millimes. D'un format de 28 x 41 mm, ils sont émis chacun à un million d'exemplaires.

### Avril

#### Dialogue entre les civilisations et les religions
Un timbre est émis à l'occasion de la tenue en Tunisie d'un colloque international sur ce thème que le pouvoir tunisien veut mettre en avant en créant la chaire Ben Ali pour le dialogue des civilisations et des religions.
Le timbre, d'un format carré 36 x 36 mm, représente une mosaïque du IIIe siècle d'inspiration chinoise s'inspirant du yin et yang, certainement ramenée par des voyageurs ayant emprunté la route de la soie. Elle est exposée au Musée archéologique de Sousse.
D'une valeur faciale de 1 350 millimes, le timbre est émis à un million d'exemplaires.

### Mai

#### Bijoux et joyaux des ères puniques et romaines
Une série de quatre timbres commémoratifs représentant des pièces archéologiques découvertes en Tunisie et conservées dans des musées est émise le 18 mai à l'occasion de la Journée mondiale des musées.
- un timbre de 250 millimes, dessiné par Mokhtar Ben Boubaker, représente deux agrafes de vêtements en or du Ve siècle découvertes sur le site de Thuburbo Majus et conservées au musée national du Bardo (sur fond bleu).
- un timbre de 250 millimes, dessiné par Mohamed El Ayeb, représente deux boucles d'oreilles en bronze plaqué or du Ve siècle av. J.-C., également découvertes à Thuburbo Majus et conservées au musée national du Bardo (fond violet).
- un timbre de 600 millimes, dessiné par Amor Jomni, représente deux pendants d'oreilles en or et améthyste du Ve siècle, également découverts à Thuburbo Majus et conservées au musée national du Bardo (fond rouge).
- un timbre de 600 millimes, dessiné par Rym Zayani Afif, représente une bague en or où est gravé l'effigie du dieu carthaginois Ba'al Hammon datant du VIe siècle av. J.-C. ; elle est découverte sur le site d'Utique et conservée dans son musée (fond vert).

Chaque timbre d'un format de 36 x 36 mm, est émis à un million d'exemplaires.

#### Programme spécifique pour l'emploi des handicapés
Un timbre consacré au programme d'emploi des handicapés est émis le 29 mai à l'occasion de la Journée nationale des handicapés mise en place à la suite de la loi relative à la promotion et à la protection des personnes handicapées du 15 août 2005.
D'un format de 52 x 37 mm, le timbre, dessiné par Mokhtar Ben Boubaker, représente au premier plan les silhouettes de trois personnes handicapées associées se tenant la main et, en arrière-plan, une roue dentée, un ordinateur, des bâtiments symbolisant les secteurs économiques ainsi qu'un drapeau de la Tunisie contenu dans un disque solaire irradiant.
D'une valeur faciale de 2 350 millimes, le timbre est émis à un million d'exemplaires.  

### Juin

#### Programme national de la propreté et de l'environnement
Un timbre consacré à la politique environnementale est émis le 11 juin à l'occasion de la Journée nationale de la propreté et de la protection de l'environnement.
D'un format de 52 x 37 mm, ce timbre représente une photographie de Mohamed Ali Essaadi montrant une vue globale de l'avenue Habib-Bourguiba à Tunis après son réaménagement avec en médaillon une vue rapprochée de l'horloge monumentale construite pour commémorer le changement de présidence en 1987.
D'une valeur faciale de 250 millimes, le timbre est émis à un million d'exemplaires.

#### Coupe du monde de football
Une série de deux timbres commémore la coupe du monde de football qui s'est tenue dans douze villes d'Allemagne entre le 9 juin et le 9 juillet 2006. L'équipe de Tunisie de football participait pour la quatrième fois depuis 1978 à la plus prestigieuse des compétitions mondiales de football.
D'un format de 52 x 37 mm, les timbres, dessinés par Sihem Chaabane et Mokhtar Ben Boubaker, représentent des footballeurs en action sous la bannière des drapeaux tunisien et allemand associés avec, en arrière-plan, une carte régionale où les deux pays sont mis en évidence.
De valeurs faciales de 250 et 600 millimes, les timbres sont émis à un million d'exemplaires.

#### 50eanniversairede la création de l'armée nationale
Un timbre est émis le 24 juin à l'occasion du cinquantenaire de la naissance de l'armée tunisienne au lendemain de l'indépendance du pays.
Le timbre, d'un format de 52 x 37 mm, représente un homme et une femme soldats brandissant de concert une torche avec des symboles militaires tels que les étoiles, des armes (mitraillettes et sabres), un écusson de l'armée de l'air et des branches d'olivier symbolisant la paix.
D'une valeur faciale de 250 millimes, le timbre est émis à un million d'exemplaires.

### Juillet

#### 50eanniversairedes relations tuniso-japonaises

Drapeau japonais.

Un timbre commémorant les cinquante ans des relations diplomatiques entre la Tunisie et le Japon est émis le 7 juillet.
D'un format de 52 x 37 mm, il représente le pont Radès-La Goulette construit et financé par le Japon qui devrait entrer en fonction d'ici 2008 au-dessous duquel sont stylisées deux mains aux couleurs des deux pays s'apprêtant à se serrer.
D'une valeur faciale de 700 millimes, le timbre est émis à un million d'exemplaires.

#### Programme national Vacances-Sécurité
Un timbre est émis le 31 juillet pour sensibiliser aux risques spécifiques liés à la période des vacances estivales (accidents de la circulation et sur les plages, incendies de forêt, etc.)
Le timbre, d'un format de 52 x 37 mm, dessiné par Amor Jammi, représente des panneaux de signalisation de dangers dans un décor où apparaissent une route, la plage et la montagne.
D'une valeur faciale de 250 millimes, le timbre est émis à un million d'exemplaires.

### Août

#### Cinquantenaire du Code du statut personnel
Un timbre est émis le 13 août, à l'occasion de la fête de la femme, pour célébrer les cinquante ans de la promulgation du Code du statut personnel, législation progressiste et émancipatrice pour la femme tunisienne.
D'un format de 52 x 37 mm, le timbre, dessiné par Mokhtar Ben Boubaker, représente une balance, attribut de la justice, au-dessous de laquelle apparaît une silhouette de jeune femme dans trois situations émancipatrices (étude, travail et apparition dans l'espace public).
D'une valeur faciale de 2 350 millimes, le timbre est émis à un million d'exemplaires.

### Novembre

#### 19eanniversairedu Changement
Un timbre est émis le 7 novembre à l'occasion du 19e anniversaire du changement de présidence survenu le 7 novembre 1987 et qui a mis fin à celle de Habib Bourguiba au bénéfice de Zine el-Abidine Ben Ali.
Le timbre, d'un format de 52 x 37 mm, dessiné par Sihem Chaabane, représente un ensemble symbolique classique : 7 stylisé multicolore, balance (justice), famille de quatre membres, soleil irradiant, globe terrestre où la Tunisie est mise en évidence, nombre 19, arobase (NTIC) et années 1987-2006.
D'une valeur faciale de 250 millimes, le timbre est émis à 200 000 exemplaires.

### Décembre

#### Déclaration universelle des droits de l'homme
Un timbre est émis le 10 décembre à l'occasion du 58e anniversaire de la Déclaration universelle des droits de l'homme de 1948.
D'un format de 52 x 37 mm, dessiné par Mokhtar Ben Boubaker, ce timbre représente des symboles institutionnels tunisiens et onusiens.
D'une valeur faciale de 700 millimes, le timbre est émis à 500 000 exemplaires.